# Политика на постистината
Политика на постистината (на английски: post-truth politics) е вид политическа култура, в която дебатът се оцветява до голяма степен от призиви към емоциите, изолира се от конкретните детайли на политиката, но набляга на определени аргументи само в подкрепа на прокарваната теза, като игнорира евентуалното им опровергаване с факти. Постистината се различава от традиционното оспорване и фалшифициране на истината с това, че първостепенно значение се придава на емоциите, а фактите и експертните мнения се изтласкват като второстепенни. Провеждането на подобна политика се възприема като съвременен проблем, свързан с популизма, но някои наблюдатели смятат, че отдавна е част от политическия живот, макар че преди появата на Интернет това е било по-трудно забележимо. Например в своята книга „1984“ Джордж Оруел описва свят, в който държавата променя историческите сведения ежедневно, за да паснат на целите на ежедневната ѝ пропаганда. През 2016 г. думата постистина, означаваща „обстоятелства, при които обективните факти се възприемат като по-малко влиятелни при формиране на общественото мнение, отколкото емоциите и личното убеждение“, е избрана като дума на годината от Оксфордски английски речник поради честата ѝ употреба в контекста на отразяването на проведения същата година референдум за Брекзит и на изборите в САЩ в медиите.
Към 2018 политическите коментатори посочват възходящо прилагане на политики на постистина в много страни, сред които САЩ, Обединеното кралство и Русия. Основен двигател за това е комбинацията от денонощното генериране и разпространение на новини, използването на фалшив баланс при съобщаването им и нарастващата популярност на социалните медии.

## Материали за постистината
- "Post-truth politics: Art of the lie: Politicians have always lied. Does it matter if they leave the truth behind entirely?" (leader) The Economist, Sept 20, 2016
- Communication: Post-truth predicaments, Virginia Gewin, Nature 541, pp. 425 – 427 (19 януари 2017), doi:10.1038/nj7637-425a
- Parmar, Inderjeet. „US Presidential Election 2012: Post-Truth Politics.“ Political Insight 3#2 (2012): 4 – 7.
- Rabin Havt, Ari, and Media Matters for America. Lies, Incorporated: The World of Post-Truth Politics (2016) online
- Soldatov, Andrei and Irina Boroganhe. Red Web: The Struggle Between Russia’s Digital Dictators and the New Online Revolutionaries (2015).
- Tallis, Benjamin. „Living in Post-truth.“ New Perspectives. Interdisciplinary Journal of Central & East European Politics and International Relations 24#1 (2016): 7 – 18.
- Harsin, Jayson (24 февруари 2015). „Regimes of Posttruth, Postpolitics, and Attention Economies“. Communication, Culture & Critique. 8 (2): 327 – 333.
- Pomerantsev, Peter. Nothing Is True and Everything Is Possible: The Surreal Heart of the New Russia (November 2014) ISBN 978-1-61039-455-0
- Alloa, Emmanuel. "Who's Afraid of the Post-Factual?" Los Angeles Review of Books, The Philosophical Salon (July 2017)